# Wolfgang Becker (1910-2005)
Cet article concerne le réalisateur né en 1910 et mort en 2005. Pour le réalisateur né en 1954, voir Wolfgang Becker.
Wolfgang Becker [ˈvɔlfɡaŋ ˈbɛkɐ], né le 15 mai 1910 à Berlin et mort le 30 janvier 2005 à Munich (Bavière), est un monteur puis réalisateur allemand,.

## Filmographie non exhaustive

### Monteur
- 1933 : L'Étoile de Valencia de Serge de Poligny
- 1934 : L'Or (Gold) de Karl Hartl et Serge de Poligny
- 1934 : Liebe, Tod und Teufel de Heinz Hilpert et Reinhart Steinbicker
- 1945 : Via Mala de Josef von Báky
- 1947 : … und über uns der Himmel de Josef von Báky
- 1949 : La Chair (Der Ruf) de Josef von Báky

### Réalisateur

#### Cinéma
- 1956 : Rosmarie kommt aus Wildwest (de)
- 1957 : Bouffeurs de gamelle (de) (Der Etappenhase)
- 1957 : L'Amour tel que la femme le désire (de) (Liebe, wie die Frau sie wünscht)
- 1958 : Voyage en Italie, amour inclus (Italienreise – Liebe inbegriffen)
- 1958 : Esclave de son désir (de) (Ich war ihm hörig)
- 1958 : Peter Foss, le voleur de millions (Peter Voss, der Millionendieb)
- 1959 : Folies à Hambourg (de) (Alle lieben Peter)
- 1959 : Der lustige Krieg des Hauptmann Pedro (de)
- 1960 : Cambriolage en musique (Kein Engel ist so rein)
- 1961 : Scandale sur la Riviera (Riviera Story)
- 1964 : Ein Ferienbett mit 100 PS (de)
- 1965 : L'aventure vient de Manille (Die letzten Drei der Albatros)
- 1969 : Au secours ! Je suis encore vierge... (de) (Ellenbogenspiele)
- 1970 : Je couche avec mon assassin (Ich schlafe mit meinem Mörder)

#### Télévision
- Kein Geldschrank geht von selber auf (1971, téléfilm)
- Le petit docteur (de) (Der kleine Doktor) (1974, série télé, 6 episodes)
- Tatort : Acht Jahre später (1974, épisode)
- Tatort : Zweikampf (1974, épisode)
- Inspecteur Derrick (Derrick) (1975–1992, série télé, 11 episodes)
- Tatort : Die Abrechnung (1975, épisode)
- Tatort : Treffpunkt Friedhof (1975, épisode)
- Tatort : Fortuna III (1976, épisode)
- Tatort : Abendstern (1976, épisode)
- Le Renard (Der Alte) (1977–1988, série, 5 épisodes)
- Tatort : Drei Schlingen (1977, épisode)
- Die Vorstadtkrokodile (de) (1977, téléfilm)
- Tatort: Rechnung mit einer Unbekannten (1978, épisode)
- Tatort : Lockruf (1978, épisode)
- Es begann bei Tiffany (de) (1979, téléfilm)
- Von einem Tag zum anderen (1981, téléfilm)
- Tatort : Peggy hat Angst (1983, épisode)
- Damenwahl (1985, téléfilm)